# Умбелла
Умбелла́ — упразднённый посёлок в  Казачинско-Ленском районе Иркутской области России. Находился на межселенной территории района на границе с Ульканским городским поселением.
Основан в 1982 году Уральским и Тургайским ЛПХ ПО «КазИркутсклес» (Казахская ССР). Фактически закрыт в конце 1980-х годов по окончании строительства Байкало-Амурской магистрали (БАМ).
Официально упразднён 1 июля 2012 года.
Находился в 1 км от правого берега реки Улькан, в 20 км к юго-востоку от рабочего посёлка Улькан, и в 1 км западнее разъезда Умбелла (БАМ).

## Население
| 2002 | 2010 | 2011 | 2012 |
| ---- | ---- | ---- | ---- |
| 21   | ↘0   | →0   | →0   |